# زن جوان بگیر
زن جوان بگیر (انگلیسی: Get 'Em Young) یک فیلم کمدی صامت آمریکایی است که در سال ۱۹۲۶ منتشر شد.

## بازیگران
- استن لورل
- هری مایرز
- ماکس داویدسون
- شارلوت مینو
- فرد ملتستا
- یوجینا گیلبرت